# 8 marzo
L'8 marzo è il 67º giorno del calendario gregoriano (il 68º negli anni bisestili). Mancano 298 giorni alla fine dell'anno.

## Eventi
- 1618 – Giovanni Keplero formula la terza legge del moto dei pianeti; immediatamente dopo la rigetta, ma il 15 maggio dello stesso anno la conferma nuovamente
- 1625 – La conquista di Capriata segna l'inizio della guerra fra Savoia e Genova
- 1702 – Anna diventa regina di Inghilterra, Scozia e Irlanda
- 1782 – Massacro di Gnadenhutten: miliziani della Pennsylvania uccidono 93 nativi americani nell'Ohio
- 1817 – Viene fondata la Borsa di New York
- 1844 – Re Oscar I sale al trono di Svezia-Norvegia
- 1882 - Reclusorio delle Projette Settenarie, Catania, suicidio misterioso di due giovani ospiti dell'Istituto, trovatelle entrambe: Giuliana Meli (15 anni) e Carmela Liotta (15 anni)
- 1890 – Buffalo Bill perde a Roma, nel rione Prati di Castello, una sfida contro i butteri locali
- 1906 – Massacro del Cratere Moro: le truppe di occupazione statunitensi nelle Filippine massacrano circa seicento uomini, donne e bambini che si erano rifugiati in un cratere
- 1908 – In questa data, secondo una diffusa credenza, vi sarebbe stato l'incendio nella fabbrica di New York nel quale morirono 129 operaie donne, e che avrebbe quindi dato origine alla Giornata internazionale della donna; in realtà si tratta di un equivoco con l'incendio della fabbrica Triangle, avvenuto il 25 marzo del 1911 con 146 vittime[1]
- 1911 – Il 19 marzo, data scelta dal Segretariato internazionale delle donne socialiste, la Giornata internazionale della donna viene celebrata per la prima volta anche in Europa; negli USA si festeggiava il 23 febbraio già dal 1909
- 1917 – Inizia la Rivoluzione di febbraio in Russia (23 febbraio del calendario ortodosso)
- 1920 – Il parlamento del Consiglio nazionale siriano dichiara l'indipendenza della Siria
- 1921 – Il premier spagnolo Eduardo Dato viene assassinato mentre esce dal palazzo del parlamento di Madrid
- 1925 – Italia: viene assegnato all'Hockey Club Milano il primo scudetto dell'hockey su ghiaccio
- 1935 – Hachikō, cane di razza Akita, famoso in Giappone per la sua fedeltà e lealtà, muore di filariasi all'età di 12 anni, dopo aver atteso ininterrottamente il ritorno del padrone per ben 10 anni
- 1936 – La prima gara per automobili di serie si tiene a Daytona Beach, in Florida
- 1937 – Inizia la battaglia di Guadalajara, durante la guerra civile spagnola, con l'offensiva del Corpo Volontario Italiano contro le forze della Seconda Repubblica spagnola
- 1942
  - Seconda guerra mondiale: truppe dell'Impero giapponese catturano Rangoon, Birmania
  - Seconda guerra mondiale: gli olandesi si arrendono alle forze giapponesi sull'Isola di Giava
- 1943 – Seconda guerra mondiale: truppe statunitensi vengono attaccate dai giapponesi sul Rilievo 700, a Bougainville, in una battaglia che durerà cinque giorni
- 1948 – La Corte suprema degli Stati Uniti decreta che l'istruzione religiosa nelle scuole pubbliche viola la costituzione
- 1950 – L'Unione Sovietica annuncia di possedere la bomba atomica
- 1952 – Antoine Pinay diventa primo ministro di Francia
- 1957
  - L'Egitto riapre il Canale di Suez
  - Il Ghana ottiene l'indipendenza
- 1961 – Max Conrad circumnaviga la Terra in otto giorni, 18 ore e 49 minuti, stabilendo un nuovo record
- 1963 – Il Partito Ba'th prende il potere in Siria
- 1964 – L'archeologo Mario Napoli, nel corso della campagna di scavi a Elea-Velia, scopre la cosiddetta Porta Rosa, il più antico esempio noto di arco a tutto sesto in Italia
- 1965 – Il primo contingente di 3500 Marines sbarca in Vietnam del Sud: inizia la guerra del Vietnam
- 1966
  - Guerra del Vietnam: l'Australia annuncia che si appresta a incrementare sostanzialmente in numero delle sue truppe in Vietnam
  - Una bomba piazzata da giovani dimostranti irlandesi distrugge la Nelson's Pillar di Dublino
- 1971 – Joe Frazier sconfigge Muhammad Ali nel primo di tre incontri passati alla storia della boxe: Frazier difende il titolo mondiale dei pesi massimi in un Madison Square Garden gremito di persone, fra cui molte personalità celebri
- 1974 – Viene inaugurato l'Aeroporto internazionale Charles de Gaulle di Parigi
- 1983 – Il presidente statunitense Ronald Reagan definisce l'Unione Sovietica "Impero del male"
- 1987 –  Viene registrato l'ultimo episodio della serie televisiva statunitense A-Team
- 2004 – Una nuova costituzione democratica viene firmata dal governo provvisorio iracheno
- 2014 – Scomparsa del volo Malaysia Airlines 370 con a bordo 239 persone
- 2017 – L'arco naturale Finestra Azzurra sull'Isola di Gozo, a Malta, crolla a causa di una forte tempesta
- 2021
  - Il giudice del tribunale supremo federale Edson Fachin annulla tutte le condanne a carico dell'ex presidente del Brasile Luiz Inácio Lula da Silva, ripristinandone i diritti politici
  - Esce nei cinema giapponesi il film Evangelion 3.0+1.0 Thrice Upon a Time

## Nati
Ci sono circa 1 180 voci su persone nate l'8 marzo; vedi la pagina Nati l'8 marzo per un elenco descrittivo o la categoria Nati l'8 marzo per un indice alfabetico.

## Morti
Ci sono circa 530 voci su persone morte l'8 marzo; vedi la pagina Morti l'8 marzo per un elenco descrittivo o la categoria Morti l'8 marzo per un indice alfabetico.

## Feste e ricorrenze

### Civili
Internazionali:
- Giornata internazionale della donna

### Religiose
Cristianesimo:
- San Giovanni di Dio, religioso
- Santi Apollonio e Filemone, martiri
- San Botmaele, monaco in Bretagna
- San Duthac, vescovo
- San Faustino dell'Incarnazione, scolopio
- San Felice di Dunwich, vescovo
- San Litifredo I di Pavia, vescovo
- San Ponzio di Cartagine, diacono
- San Probino di Como, vescovo
- San Senano di Inis Cathaigh, abate
- Santo Stefano d'Obazine, abate
- San Teofilatto di Nicomedia, vescovo
- Sant'Unfrido di Therouanne, vescovo
- San Veremondo, abate
- San Policarpo di Smirne, vescovo di Smirne (Chiesa copta)
- Beato Bernardo Montagudo, vescovo
- Beato Carlo Catalano, mercedario
- Beato Vincenzo Kadłubek, vescovo, monaco cistercense